# 長楽用水
長楽用水（ながらくようすい）は、埼玉県比企郡川島町を流れる用水路。

## 概要
川島町長楽の都幾川に設けられた長楽堰から取水する。途中でいくつかに枝分かれし、川島町北部を灌漑し、南部には安藤川に水を流し灌漑している。最終的には市野川に排水される。流路延長は15.4 km、灌漑面積は762 haである。水路は素掘りで周囲は主に農地となっている。
江戸時代元禄年間には用水路として整備された記録があり、それ以前から用水路は開削されていたとみられている（室町時代に開削された伝承が残る）。
1967年（昭和42年）に長楽頭首工および長楽用水樋管の改修が行なわれ、1974年（昭和49年）から1981年（昭和56年）にかけて県の灌漑排水事業としての整備が周辺の排水路と共に行なわれた。また、2012年度に埼玉県による水辺再生100プランの対象となり、河岸が整備された親しみやすい川へ向けた事業が行われ、遊歩道の新設や、護岸の整備などが実施された。 

## 自然
水路にヤリタナゴ、シマドジョウ（環境省レッドデータブック絶滅危惧IB類に分類）、メダカ、ナマズ、ウキゴリ（環境省レッドデータブック絶滅危惧II類に分類）などの生物が生息する。

## 橋梁
- 長楽樋管
- 名称不明
- 音羽橋（旧国道254号）
- 名称不明
- 山王橋（国道254号）

橋は数多く架かるが名前の付いた橋は少ない。

## 周辺
- 鳥羽井沼
- 埼玉県道158号川島こども動物自然公園自転車道線 - 流域を並行する
- 梅ノ木古凍貯水池
- 遠山記念館